# Ancião
O termo ancião é utilizado em diversos países e organizações para indicar uma posição de autoridade. Este uso geralmente deriva da noção de que os membros mais velhos de qualquer grupo são os mais sábios e, portanto, os mais qualificados para governar, aconselhar ou servir o referido grupo em alguma outra função.